# La Serena
La Serena jest miastem w północnym Chile, stolicą IV regionu – Coquimbo, położoną ok. 500 km na północ od Santiago. Przez miasto przechodzi droga panamerykańska.
Gmina La Serena należy do prowincji Elqui. Od zachodu graniczy z Oceanem Spokojnym, od północy z gminą La Higuera, od wschodu z gminą Vicuña a od południa z gminami Coquimbo i Andacollo. Razem z położonym 10 km na południe miastem Coquimbo tworzy konurbację La Serena-Coquimbo (Gran La Serena), którą zamieszkuje 412 586 mieszkańców.

W mieście znajdują się Universidad de La Serena oraz polski konsulat honorowy. Jest ono także siedzibą rzymskokatolickiej archidiecezji La Serena, jednej z pięciu archidiecezji w Chile.

## Historia
Po raz pierwszy została założona, pod nazwą Villanueva de La Serena przez hiszpańskiego kapitana Juana Bohóna w celu stworzenia drogi morskiej między Santiago a Limą. Najbardziej prawdopodobna data założenia miasta to 4 września 1544. Jest uznawane za drugie najstarsze miasto w Chile po Santiago.

Pięć lat później, w nocy z 11 na 12 stycznia 1549 roku, miasto zostało całkowicie zniszczone przez Indian, a prawie wszyscy Hiszpanie zamordowani.

W tym samym roku, na rozkaz królewskiego gubernatora Chile Pedro de Valdivii osadę ponownie założył kapitan Francisco de Aguirre wybierając bezpieczniejszą lokalizację. Tym razem miasto otrzymało nazwę San Bartolomé de La Serena (św. Bartłomiej jest dziś patronem miasta). Za datę ponownego założenia miasta uznaje się 26 sierpnia 1549 r.

4 maja 1552 król Hiszpanii Karol V Habsburg nadał jej status miasta.

## Architektura
La Serena zachowała tradycyjną architekturę ceglano-drewnianych budynków z XIX wieku.
Znajduje się tu wiele małych kościółków wybudowanych z kamieni osadowych o charakterystycznym kolorze i fakturze, wydobytych 5 km na północ z rzeki Elqui. Budowle te mają prawie 350 lat i trwa ich renowacja. Kilka z nich to San Francisco, San Agustin i Santo Domingo.

Znajduje się tu również dziewiętnastowieczna katedra wybudowana z tego samego materiału.
Z powyższych względów La Serena zwana jest czasem "Miastem Kościołów".

## Turystyka
La Serena jest ważnym centrum turystycznym, szczególnie latem, gdyż tutejsze plaże, położone wzdłuż Avenida del Mar (Alei Morskiej), cieszą się dużą popularnością. Wraz z rozbudowaną strukturą hoteli stanowią one główny element przyciągający zagranicznych turystów i mieszkańców Santiago uciekających przed letnimi upałami.

## Sport
W mieście działa klub piłkarski Deportes La Serena, który obecnie gra w drugiej lidze chilijskiej (Primera división B). Swoje mecze rozgrywa na stadionie La Portada mogącym pomieścić około 14,5 tys. widzów.

W latach 2009, 2010, 2013 i 2014 La Serena była miastem w którym swoją start i metę miały etapy Rajdu Dakar.

## Znani ludzie urodzeni w La Serena
- Braulio Arenas – chilijski pisarz, laureat Chilijskie Nagrody Literackiej (Premio Nacional de Literatura) z 1984 r.
- Gabriel Gonzalez Videla – prezydent Chile w latach 1946–1952
- Jorge Peña Hen – chilijski kompozytor

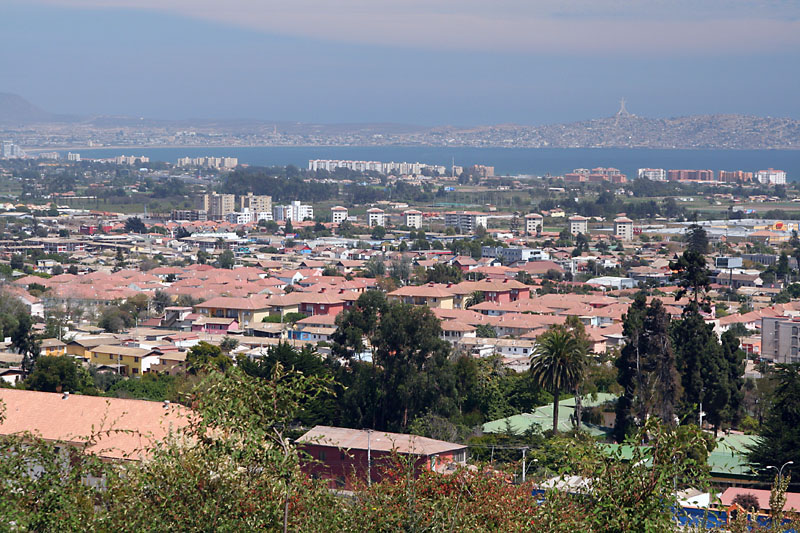
Widok na La Serenę
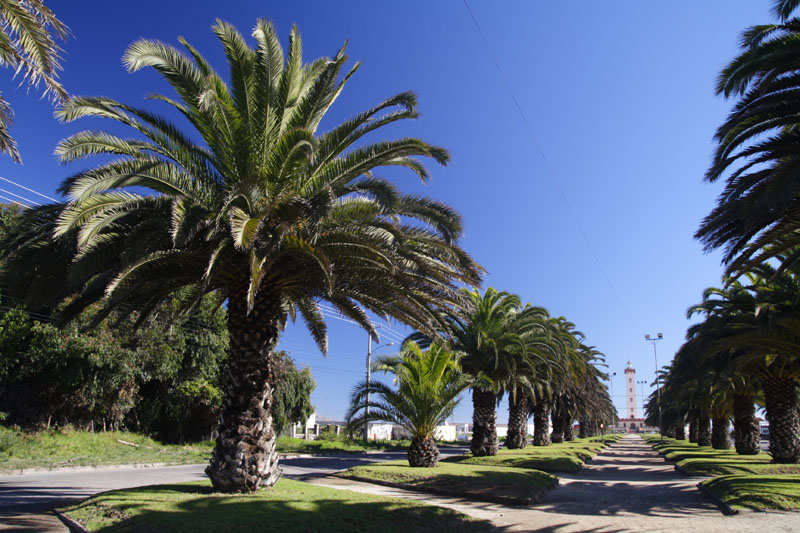
Av. Francisco de Aguirre prowadząca do latarni morskiej
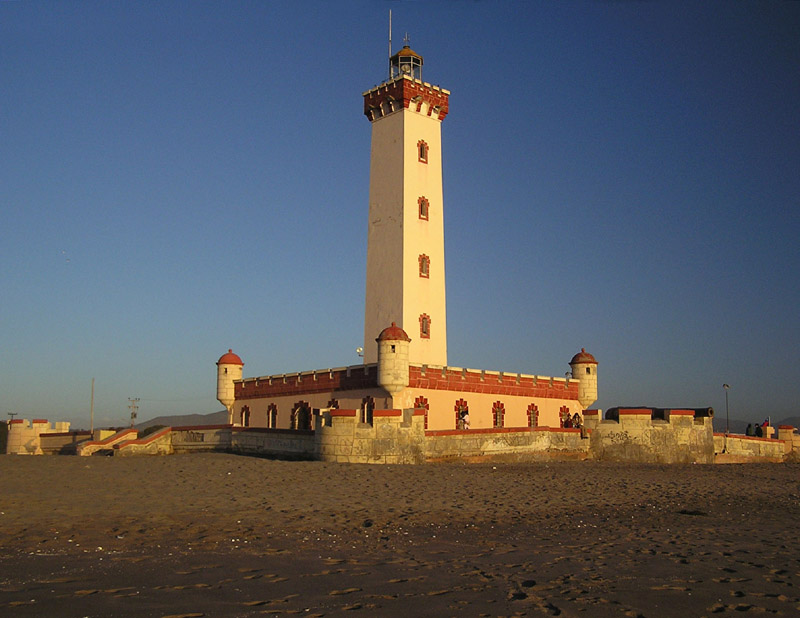
Latarnia morska
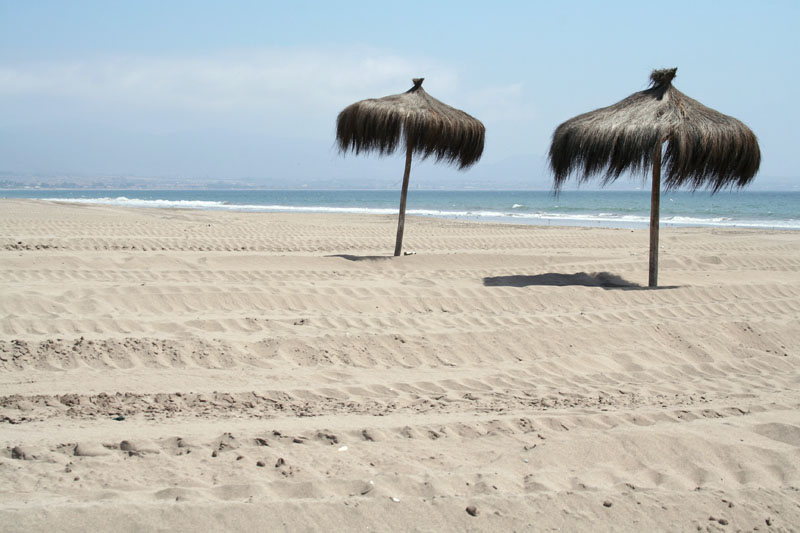
Plaża w La Serenie
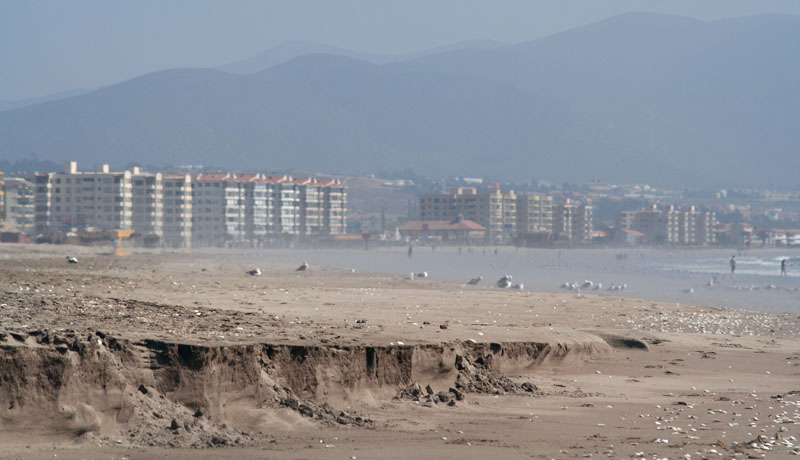
Hotele przy plaży w La Serenie

### Miasta partnerskie
- Campanario (Hiszpania)
- Castuera (Hiszpania)
- Hilo (USA)
- Madryt (Hiszpania)
- Millbrae (USA)
- Kraków (Polska)
- Tenri (Japonia)